# پودگایه (استان لهستان بزرگ‌تر)
پودگایه (به لهستانی:  Podgaje) یک روستا در لهستان است که در گمینا اوکونک واقع شده‌است. پودگایه ۳۷۰ نفر جمعیت دارد.